# FIFA 10
FIFA 10 (poznata i kao FIFA Soccer 10 u SAD-u) nogometna je videoigra iz Electronic Artsova FIFA serijala. Proizvođač igre je EA Canada, a izdavač je EA-ova međunarodna sportska podružnica EA Sports. FIFA 10 je u prodaju puštena 1. listopada 2009. u Australiji, ali, zbog nepoznatih okolnosti, izdana je dan ranije. U Europi je na tržište puštena 2. listopada 2009. i 20. listopada u Sjevernoj Americi. Platforme za koje je izdana su: PlayStation 2, PlayStation 3, Microsoft Windows, Xbox 360 i Nintendo Wii. Verzije za ručne konzole izdane su za iPhone i iPod Touch, Nintendo DS, Nokia N-Gage, PlayStation Portable, i mobitele.
Demoverzija igre izašla je u prodaju 10., 11. i 17. rujna za Xbox 360, PlayStation3, i PC. Momčadi dostupne za igru bile su: Chelsea, Barcelona, Juventus, Bayern München, Marseille i Chicago Fire. Stadioni dostupni u demoverziji bili su Wembley Stadium, and FIWC Stadium. Demo je omogućavao igranje prijateljskih utakmica sa samo jednim poluvremenom od tri minute. Uz igranje prijateljskih utakmica, dostupno je bilo i postavljanje slika na EA Football World. Slogan FIFA-e 10 je "How big can football get?" ("Koliko visoko nogomet može doseći?"), i "Let's FIFA 10".
FIFA 10 je druga videoigra koja je sponzor nekog nogometog kluba. Uz magazin FourFourTwo, FIFA 10 je sponzor engleskog drugoligaša Swindon Towna. Njen logo pojavljuje se na dresu kluba. Prva videoigrea koja je također sponzorirala nogometni klub bila je FIFA 07, koja je bila sponzor kluba Accrington Stanley za 2007./08. sezonu.

## Mogućnosti

### Manager Mode
Manager Mode se za FIFA-u 10 uvelike izmijenio u odnosu na prijašnje FIFA-e. Više od 50 poboljšanja napravljeno je zbog mnogih kritika na račun Manager Modea. Između ostalih, važnije imjene su:
- Sustav kupovanja i transfera nogometraša mnogo je autentičniji, jer nije samo važna visoka ponuda novca; potrebni su dobri odnosi s ostatkom ekipe, kao i obećanje za igranje u kontinentalinim ligama, kao što su Europska liga ili Liga prvaka.
- Financije kluba više ne ovise toliko o sponzorima, koliko o upravi kluba, koji nude dva budžeta: jedan za plaće igrača, drugi je klupski budžet za prodaju i kupovanje igrača.
- "Sistem iskustva i razvoj igrača" je također izmijenjen. Ručno "upravljanje" razvoja igrača iz FIFA-e 08 i FIFA-e 09 su ukinuti; razvoj igrača ovisi o nastupima na utakmicama i uspjesima u odrešenoj poziciji. Tr su kategorije za dobivanje iskustva: mentalna, fizička, i vještina.
- Automatski dobiveni rezultati, za utakmice koje ne igra igrač FIFA-e 10, sada ovise o snazi ekipe, a nema više "nasumičnih" rezultata kao u prijašnjim FIFA-ma.
- Mogućnost "Live Season" ("Sezona uživo") je nadograđena i dodana u Manager Mode. Snaga i forma i igrača se povećava i smanjuje u odnosu na dobar/loš nastup tog igrača.
- Brojevi na dresovima nogometaša mogu se uređivati na Xbox 360, PlayStation 3 i Wii verzijama igre.
- Umor nogometaša je mnogo su autentičniji i realističniji, pa se sada igrači slabijih niželigaških momčadi ne moraju lakše ozljediti/umoriti od igrača jačih momčadi.
- Umjetna inteligencija ostalih momčadi iz Manager Modea je značajno unaprijeđena. rotivničke momčadi svoje igrače postavljaju prema ostalim ocjenama, ne prema formi, snazi ili vađnosti utakmice.
- "Ukupno nogometno iskustvo" je nova mogućnost igre u kojoj su dostupne nogometne vijesti u Manager Mode svijetu, uključujući obavijesti o transferima, rezultati utakmica ostalih liga.
- Postavljanje igrača za prekide (pucanje slobodnih udaraca, kornera, i sl.) omogućava angažiranje talentiranih nogometaša za izvođenje prekida.
- Nova opcija "pomoćni trener", brine se o postavi i formaciji ekipe kroz sezonu. Npr., ako je utakmica protiv slabije momčadi, kvalitetniji igrači utakmicu započinju na klupi.
- Prijateljske predsezonske utakmice su uključene i u Xbox 360 i PlayStation 3 verzijama igre, koje organizira pomoćni trener zbog organizacije momčadi prije ligaške sezone.
- U Manager Mode su dodani fiktivni igrači koji imaju regionalizirana imena, u ovisnosti koje su nacionalnosti. Npr., brazilski fiktivni igrači nemaju engleska imena poput James Smith, a engleski igrači nemaju portugalska imena poput Flávio de Oliveira.

### Virtual Pro
"Virtual Pro" je opcija koja omogućava igraču da "stvori" nogometaša i s njim igra Be-a-Pro sezone,Manager Mode karijeru, prijateljske utakmice, turnire, kao i igranje opcija Lounge mode i Arena. Portreti nogometaša su, kao i za ostale EA Sports igre, dodana u FIFA-u 10. "Game Face" omogućava stvaranje lica na internetu, na easports.com ili na easportsfootball.co.uk  Arhivirana inačica izvorne stranice od 5. siječnja 2010. (Wayback Machine), a tada se postavlja na igru. Kad se portret napravi, može se na internetu mijenjati. Napravljenom se igraču mogu još mijenjati i ocjene, slavlja, kao i dresovi.

### Ultimate Team
1. prosinca 2009., EA Sports je najavio Ultimate Team ekspanziju, koja je već postojala u FIFA-i 09, a ekspanzija je izdana 25. veljače 2010. za PlayStation 3 i Xbox 360 verzije igre. Kao i prijašnja verzija, opcija omogućava kreaciju momčadi koja se temelji na skupljanju određenih karata predviđenih za to. Nova ekspanzija uključuje PlayStation Network trofeje i Xbox Live postignuća za FIFA-u 10.

## Stadioni
Popis stadiona i vremenskih uvjeta na njima službeno su najavljeni 27. kolovoza 2009. U igri se nalazi 40 licenciranih stadiona, uključujući najveće stadione kvalitetnih europskih liga, poput Allianz Arena, Camp Nou, Emirates Stadium, Anfield, Old Trafford, Stamford Bridge i San Siro, kao i nekoliko izmišljenih stadiona. Madridski Santiago Bernabéu se mogao downloadirati na igru već na datum izlaska FIFA-e 10. Vremenski uvjeti na stadionima se mogu mijenjati, od dana i noći, preko unčanog, oblačnog, kišnog i sniježnog vremena.
Imena izmišljenih stadiona se mogu mijenjati u Manager Modeu kako bi se moglo upisati ime stadiona kluba koji se trenira. Kapacitet svakog stadiona je napisan kako bi se klubovima mogao dodati što autentičniji stadion.
| #  | Stadion               | Država       | Klub                        |
| -- | --------------------- | ------------ | --------------------------- |
| 1  | Allianz Arena         | Njemačka     | FC Bayern / München 1860    |
| 2  | Amsterdam ArenA       | Nizozemska   | Ajax                        |
| 3  | Anfield               | Engleska     | Liverpool                   |
| 4  | AWD-Arena             | Njemačka     | Hannover 96                 |
| 5  | Azteca                | Meksiko      | América                     |
| 6  | BayArena              | Njemačka     | Bayer Leverkusen            |
| 7  | Camp Nou              | Španjolska   | Barcelona                   |
| 8  | Chamartín             | Španjolska   | Real Madrid (1924. – 1947.) |
| 9  | Commerzbank-Arena     | Njemačka     | Eintracht Frankfurt         |
| 10 | Constant Vanden Stock | Belgija      | Anderlecht                  |
| 11 | Estádio da Luz        | Portugal     | Benfica                     |
| 12 | Daegu Stadium         | Južna Koreja | Daegu                       |
| 13 | Delle Alpi            | Italija      | Juventus / Torino           |
| 14 | Estádio do Bessa      | Portugal     | Boavista                    |
| 15 | Estádio do Dragão     | Portugal     | Porto                       |
| 16 | Emirates              | Engleska     | Arsenal                     |
| 17 | Félix-Bollaert        | Francuska    | Lens                        |
| 18 | Stade de Gerland      | Francuska    | Lyon                        |
| 19 | Home Depot Center     | SAD          | LA Galaxy / Chivas          |
| 20 | HSH Nordbank Arena    | Njemačka     | Hamburger SV                |

| #  | Stadion                 | Država       | Klub              |
| -- | ----------------------- | ------------ | ----------------- |
| 21 | Jalisco                 | Meksiko      | Chivas / Atlas    |
| 22 | José Alvalade           | Portugal     | Sporting Lisabon  |
| 23 | Mercedes-Benz Arena     | Njemačka     | Stuttgart         |
| 24 | Mestalla                | Španjolska   | Valencia          |
| 25 | Millennium Stadium      | Wales        | Wales             |
| 26 | Old Trafford            | Engleska     | Manchester United |
| 27 | Olympiastadion          | Njemačka     | Hertha BSC        |
| 28 | Parc des Princes        | Francuska    | PSG               |
| 29 | Santiago Bernabéu       | Španjolska   | Real Madrid       |
| 30 | Giuseppe Meazza         | Italija      | Milan Inter       |
| 31 | Seoul World Cup Stadium | Južna Koreja | Seoul             |
| 32 | Signal Iduna Park       | Njemačka     | Borussia Dortmund |
| 33 | St James' Park          | Engleska     | Newcastle         |
| 34 | Stade Vélodrome         | Francuska    | Marseille         |
| 35 | Olimpico                | Italija      | Lazio / Roma      |
| 36 | Stamford Bridge         | Engleska     | Chelsea           |
| 37 | Veltins-Arena           | Njemačka     | Schalke           |
| 38 | Vicente Calderón        | Španjolska   | Atlético Madrid   |
| 39 | Wembley Stadium         | Engleska     | Engleska          |
| 40 | White Hart Lane         | Engleska     | Tottenham         |

## Omoti
Svaka regionalna verzija FIFA-e 10 sadrži različite igrače na omotima. Na britanskom i irskom omotu su Theo Walcott, Frank Lampard i Wayne Rooney; na australskjom omotu nalaze se Wayne Rooney i Tim Cahill,; novozelandski omot sastoji se od Waynea Rooneya i Franka Lamparda, na njemačkom su omotu Bastian Schweinsteiger i Wayne Rooney;, na talijanskom omotu nalaze se Ronaldinho i Giorgio Chiellini; na francuskom omotu su Steve Mandanda, Karim Benzema i Guillaume Hoarau; španjolski omot sastoji se od Karima Benzeme i Xavija; na poljskom su omotuWayne Rooney i Robert Lewandowski; na portugalskom omotu su Frank Lampard i Simão; na ruskom se omotu nalazi Sergei Semak; mađarski se omot sastoji od Waynea Rooneya i Balázsa Dzsudzsáka;; dok se na sjevernoameričkom (SAD) omotu nalaze Frank Lampard, Cuauhtémoc Blanco i Sacha Kljestan.

## Licence

### Lige
31 liga i preko 500 momčadi nalaze se u igri, kao i 41 reprezentacije. Nova liga u FIFA-i 10 je Ruska premijer liga, koja se ne nalazi u PlayStation 3 i Xbox 360 verzijama. Za razliku od prijašnjih FIFA igara, nizozemska reprezentacija je ovaj put dobila punu licencu. 46 momčadi je više nego FIFA-i 09, uključujući i 25 ekipa koje se nikad do sad nisu pojavile u FIFA serijalu. Licencirane lige u FIFA-i 10 su:
| - A-League - Austrijska Bundesliga - Belgian Pro League - Liga do Brasil - Gambrinus liga - Danska Superliga - FA Premier Liga - Football League Championship - Football League One - Football League Two - Ligue 1 - Ligue 2 - Njemačka Bundesliga - 2. Bundesliga - FAI Premier Divizija | - Serie A - Serie B - K-League - Primera División de México - Eredivisie - Tippeligaen - Ekstraklasa - Portugalska SuperLiga - Ruska premijer liga - Škotska Premier Liga - La Liga - Liga Adelante - Allsvenskan - Švicarska Superliga - Süper Lig - Major League Soccer |

### Reprezentacije
FIFA 10 broji 41 nogometnu reprezentaciju:
| - Argentina - Australija - Austrija - Belgija - Brazil - Bugarska - Češka - Čile - Danska - Engleska - Ekvador - Finska - Francuska - Grčka | - Hrvatska - Irska - Sjeverna Irska - Italija - JAR - Južna Koreja - Kina - Kamerun - Mađarska - Meksiko - Nizozemska - Njemačka - Novi Zeland - Norveška | - Paragvaj - Poljska - Portugal - Rumunjska - Rusija - Škotska - Slovenija - Španjolska - SAD - Švedska - Švicarska - Turska - Ukrajina |

## Glazba
EA Sports je 31. srpnja 2009. najavio FIFA 10 Soundtrack album, koji se sastoji od 34 pjesme. Xbox 360 i PlayStation 3 verzije sastoje se od dolje navenih pjesama, uključujući pet nenavedenih pjesama na albumu, kako je i naznačeno.
| - Adiam Dymott – "Miss You" - Afrobots – "Favela Rock" - Alex Metric – "Head Straight" - The Answering Machine – "It's Over! It's Over! It's Over!" - Auletta – "Meine Stadt" - Balkan Beat Box feat. Tomer Yosef and Saz – "Ramallah Tel Aviv" - BLK JKS – "Lakeside" - Bomba Estéreo – "Fuego" - Buraka Som Sistema feat. Pongolove – "Kalemba (Wegue - Wegue)" - The BPA feat. Ashley Beedle – "Should I Stay Or Should I Blow" - CasioKids – "Fot I Hose" - Children Collide – "Skeleton Dance" - Crookers feat. The Very Best, Two Fingers & Marina Gasolina – "Birthday Bash" - Cut Off Your Hands – "Happy As Can Be" - Dananananaykroyd – "Black Wax" - Datarock – "Give It Up" - The Enemy – "Be Somebody" - Fabri Fibra – "Donna Famosa" - Fidel Nadal – "International Love" - Los Fabulosos Cadillacs – "La Luz Del Ritmo" | - Macaco – "Hacen Falta Dos" - Major Lazer feat. Mr. Lexx & Santigold – "Hold The Line" - Marcio Local – "Soul Do Samba" - Matt & Kim – "Daylight (Troublemaker Remix feat. De La Soul)" - Metric – "Gold Guns Girls" - Mexican Institute Of Sound – "Alocatel" - Nneka feat. Wesley Williams – "Kangpe" - Passion Pit – "Moth's Wings" - Peter Bjorn and John – "Nothing To Worry About" - Pint Shot Riot – "Not Thinking Straight" - Playing For Change – "War (No More Trouble)" - Rocky Dawuni – "Download The Revolution" - Röyksopp – "It's What I Want" - SoShy – "Dorothy" - The Temper Trap – "Science Of Fear" - Tommy Sparks – "She's Got Me Dancing" - The Whitest Boy Alive – "1517" - Wyclef Jean – "MVP Kompa" - Zap Mama – "Vibrations" |

## Vanjske poveznice
- Službena stranica
- FIFA 10 zajednica  Arhivirana inačica izvorne stranice od 8. rujna 2008. (Wayback Machine)